# セガ・インタラクティブ
株式会社セガ・インタラクティブ（英: SEGA Interactive Co., Ltd.）は、かつて存在したアーケードゲームやメダルゲームなどのアミューズメント機器、ゴルフ練習マシンの開発・製造・販売等を手掛ける日本の企業。セガサミーグループの企業であり、セガホールディングス（後のセガグループ）の100%子会社。
本稿では2015年3月までの株式会社セガ時代並びにセガへ吸収合併された後におけるアーケードゲーム機についても述べる。

## 概要
セガは、日本娯楽物産時代の1964年からアーケードゲームなどのアミューズメント機器の開発・製造・販売を行い、2004年にサミーとの経営統合によりサミーから、2013年12月に子会社のインデックス（後のアトラス〈新社〉）からそれぞれアーケードマシン事業の移管を受けた。
セガの親会社であるセガサミーホールディングスは、2014年5月9日にグループ各事業の収益構造を見直し、かつ成長分野への経営資源投入を可能とする事を整備する事を目的として、「グループ構造改革本部」を設置した。
セガサミーホールディングスは2014年10月31日に、グループをエンタテインメントコンテンツ事業・遊技機事業・リゾート事業の3事業グループへ再編する、収益性の抜本的改善の取り組み、セガ構造改革担当に関する人事の3点を発表し、2015年1月30日に国内における事業効率化の実施、希望退職者の募集を柱とするセガグループの構造改革を発表した。
2015年2月12日にグループ再編が発表され、2015年4月1日付で、アーケードゲームやメダルゲーム、ゴルフ製品などのアミューズメント機器の開発・製造・販売部門をセガ・インタラクティブとしてセガから新設分割で設立したと同時に、セガグループに於いてはセガ・ロジスティクスサービス、ダーツライブ、ハイブクリエーション共々アミューズメント事業に組み入れられ、第一研究開発本部（通称R&D1）並びに第二研究開発本部（旧SEGA-AM2）もセガ・インタラクティブが承継した。セガやサミーが開発したアーケードゲームのIP（知的財産権）は親会社であるセガホールディングスが、『UFOキャッチャー』などの一部の商標権はセガから商号変更された株式会社セガゲームスがそれぞれ保有する。セガゲームスが配信しているスマートフォン向けオンラインカードバトルRPGである『チェインクロニクル』シリーズ、オンラインダンジョンRPGである『封印勇者!マイン島と空の迷宮』の開発はセガ・インタラクティブ第一研究開発本部が、『セガネットワーク対戦麻雀MJ5』のアプリ版である『セガNET麻雀 MJ』の開発はセガ・インタラクティブ第二研究開発本部がそれぞれ担当する。
本社事務所は当初はセガホールディングスやセガゲームスと同じく東品川のカナルサイドビルに置いていたが、後に本店所在地であるセガホールディングス羽田1号館・2号館へ移転し、本社所在地と本店所在地が同一となった。また、福岡市にあった九州販売を閉鎖し、九州販売の機能を本社並びに大阪市にある関西販売へ移管している。
セガ・インタラクティブが手掛ける事業に関しては、主力のアミューズメント機器事業が2014年3月期と2015年3月期の2期連続で赤字でかつ、セガにおける営業損失の約半数を占めるなど不振であった。このため、前述の構造改革発表時かつセガ・インタラクティブ設立前から製品ラインナップの絞り込みや、一部サービスからの撤退並びに縮小を進めている。その一環として収益が見込めないタイトルの開発中止を実施し、2015年3月25日稼働の『バーチャファイター5』の最新作である『バーチャファイター5 ファイナルショーダウン VERSION B』がALL.Net非対応（前作まではネットワーク対応）に仕様が変更されたり、『セガネットワークカジノクラブ』が2016年4月1日からオフライン化されるなどLINDBERGH基板使用ゲームにおけるネットワークサービスが終了した他、『SEGA CARD-GEN MLB』が設立当日である2015年4月1日の午前4時を以ってサービスが終了したように、事業の効率化を図った結果、当社の初年度かつセガグループのアーケードゲーム事業の2016年3月期最終決算は、セガ時代の2013年3月期以来3期ぶりの黒字決算となった。
本店所在地は2018年12月に羽田から西品川へ移転した他、本社所在地も、2019年2月に西品川へ移転した。これにより、セガ創業の地である羽田に本社・本店所在地を置くセガグループの企業はなくなった。
2020年4月1日付で、セガゲームス（同日付でセガへ再度商号変更）へ吸収合併され、セガ・インタラクティブは解散した。山下滋代表取締役副会長並びに杉野行雄代表取締役社長CEOは、それぞれセガ代表取締役副会長並びセガ代表取締役社長COOに就任した。
なお、セガサミーグループにおけるアーケードゲーム事業は、2024年4月1日にセガからセガ フェイブ（セガトイズから商号変更）に再移管されている。

## 事業所
- 本社：東京都品川区西品川一丁目1番1号 住友不動産大崎ガーデンタワー
- 横浜事業所：神奈川県横浜市神奈川区守屋町3-9（安田倉庫守屋町営業所A号・C号ビル）

## 沿革
- 2015年
  - 4月1日 - 設立。同時にセガからアーケードゲーム・アミューズメントマシン・ゴルフ製品事業並びにALL.Net、セガプライズ、セガラッキーくじなど付帯する業務、セガゲームスが配信している一部スマートフォンゲームの開発業務を移管。
  - 7月1日 - 『REC CHECK GOLF』のオンラインサービスが終了。同時にゴルフ製品におけるオンラインサービスから撤退（オンラインサービス非対応の『REC CHECK GOLF2.1』以前のバージョンはサービス継続）。
  - 9月4日 - アトラス（旧社）が開発した筐体である「クルカステーション」を使用した『けいおん!! 放課後リズムセレクション』と『劇場版 魔法少女まどか☆マギカ MAGICARD BATTLE』の稼働終了。同時にセガ・インタラクティブ（前身のセガも含む）が開発したゲームの筐体は、2013年11月以来1年10か月ぶりにセガ・インタラクティブが開発した筐体（前身のセガが開発した筐体も含む）のみとなる。
  - 11月19日 - 世界初のネイルプリント機「ネイルプリ」を発売[14]。
- 2016年
  - 2月19日 - コナミデジタルエンタテインメントとの間で、アミューズメント施設向け電子マネーインフラ整備における協業検討で合意。
  - 6月1日 - セガ・ライブクリエイション（後のCAセガジョイポリス）から、デジタルコンテンツ事業を吸収分割により移管。
  - 10月3日 - セガプライズ公式サイトとセガラッキーくじの公式サイトであった「セガにゅ〜NaVi」を統合し、「セガプラザ」として新たに開設。
  - 10月6日 - コナミデジタルエンタテインメント（2016年11月1日からはコナミアミューズメント）と共同展開するマルチ電子マネーサービスを発表[15][16]。
  - 10月25日 - アーケードゲームのIP（知的財産権）を、スマートフォンゲームに活用するサービス「マルチデバイス×ワンサービス」を展開することを発表。同年11月21日に自社配信第1号のスマートフォンゲームタイトルとなる『SOUL REVERSE ZERO』の配信を開始。
- 2017年11月15日 - セガラッキーくじをPCやスマートフォンでくじを引くことが出来る「セガラッキーくじONLINE」を開始。
- 2018年
  - 2月9日 - コナミアミューズメント、バンダイナムコエンターテインメントとの間で、アーケードゲーム用ICカードの仕様統一に合意[17][18][19]。
  - 7月11日 - セガ・インタラクティブと株式会社C2プレパラートの2社が、MorningTec Japan株式会社を相手取り、『艦これアーケード』等に係る権利保全を目的として、『アビス・ホライズン』の配信差止めを求める仮処分申請を東京地方裁判所へ提訴[20][21]。
  - 8月2日 - 自社発売による初の家庭用ゲームソフトである『BORDER BREAK』（PlayStation 4版）を発売（セガゲームスと共同発売）[22][23]。
  - 10月25日 - セガ・インタラクティブ、コナミアミューズメント、バンダイナムコアミューズメントの3社による共通ICカードサービスである「アミューズメントICカード」サービスを開始[24][25][26]。
  - 12月5日 - 本店所在地を西品川にある住友不動産大崎ガーデンタワーオフィス棟へ移転。
- 2019年2月 - 本社所在地を住友不動産大崎ガーデンタワーオフィス棟へ移転[27][28]。
- 2020年4月1日 - セガゲームス（同日付でセガへ再度商号変更）へ吸収合併され、セガ・インタラクティブは解散[12]。日本アミューズメント産業協会の会員資格もセガが承継。

## 実績
セガ時代の2013年9月に民事再生手続を行ったインデックス（後に2014年4月に民事再生手続廃止、同年7月に破産手続開始）の支援スポンサーとなり、セガは事業受け皿会社となる100%子会社のセガドリームを設立した。2013年11月にアトラスを始めとするインデックス（旧法人）の全事業を譲受すると同時に、セガドリームの商号をインデックス（後のアトラス）に変更し、その1か月後にインデックスからアーケードマシン事業の移管を受けた（クルカステーション筐体以外の筐体の修理サポートはインデックス〈旧セガドリーム〉への譲受前に終了）。なお、アトラスとアークシステムワークスが共同開発（アトラスのインデックス〈旧法人〉傘下時代に開発）した『ペルソナ4 ジ・アルティメット イン マヨナカアリーナ』と『ペルソナ4 ジ・アルティマックス ウルトラスープレックスホールド』は、開発の経緯の関係でアトラスのセガサミーグループ入り後もALL.Net対応ではなくタイトーのNESiCAxLive対応となっている（コンシューマ版はアトラスから発売）。
セガサミーグループにおけるコンシューマゲーム並びにスマートフォンゲームはこれまでセガゲームス、アトラス、サミーネットワークスの3社から発売・配信していたが、「マルチデバイス×ワンサービス」展開開始に伴い、2016年に初の自社配信タイトルである『SOUL REVERSE ZERO』の配信を、2018年に稼働したアーケード版の『SOUL REVERSE』に先行して開始した他、2017年には『CODE OF JOKER Pocket』『STARHORSE Pocket』『さんぽけ〜三国志大戦ぽけっと〜』の配信を開始した。「マルチデバイス×ワンサービス」自体に関しても、他のアーケードゲームタイトルへの展開も視野に入れている。セガ・インタラクティブが開発し、セガゲームスが運営している『セガNET麻雀 MJ』も、セガ・インタラクティブへ運営移管される予定。なお、スマートフォン版とアーケード版が連動している『ぷよぷよ!!クエスト』に関しては、スマートフォン版はセガゲームス、アーケード版はセガ・インタラクティブがそれぞれ運営を行っていたが、アーケード版は2017年4月1日にサービスが終了した。2018年には初の自社発売による家庭用ゲームソフトとなる『BORDER BREAK』（PlayStation 4版、アーケード版の移植）をセガゲームスと共同で発売した。
2018年2月22日に稼働を開始したアーケード版『SOUL REVERSE』は、セガ・インタラクティブ（前身のセガも含む）のアーケードゲーム筐体では初めて、電子マネー用ICカードリーダーを標準で実装した。

## 製品
セガ（初代並びに2代目）の製品やアトラスから権利を譲受した製品も含む。

### その他のアーケードマシン
- ジュークボックス
- ペリスコープ
- スキルディガ
- スタンプ倶楽部（データイーストとの共同開発）
- スペシャルデュアル
- ザ・タイピング・オブ・ザ・デッド
- フリッパーピンボール
- プリント倶楽部
- UFOキャッチャー
- ポップコーン自動販売機
- トリプルキャッチャー
- ネイルプリ

### ゴルフ製品
- REC CHECK GOLF
- Let's Go Golf!
- 飛ばしヤード

### アーケードゲーム基板
- ヘッドオン基板
- System I
- System II
- System E
- System 16
- System 18
- System 24
- System 32
- X BOARD
- Y BOARD
- C Board
- C2 Board
- Model1
- Model2
- Model3
- ST-V
- NAOMI
- NAOMI2
- SEGAHIKARU
- TRIFORCE
- Chihiro
- LINDBERGH
- RING
- Nu
- ALLS

### ゲームアプリ開発
セガ・インタラクティブ設立後に開発を担当した作品のみ明記。配信予定の作品も含む。「◎」は自社より配信、「○」はセガゲームスより配信。
- チェインクロニクルシリーズ ○
- 封印勇者!マイン島と空の迷宮 ○
- セガNET麻雀 MJ ○
- ワールドチェイン ○
- SOUL REVERSE ZERO ◎
- CODE OF JOKER Pocketシリーズ ◎
- STARHORSE Pocket ◎
- さんぽけ〜三国志大戦ぽけっと〜 ◎
- けものフレンズ3 ○
- リーグ・オブ・ワンダーランド ◎

### コンシューマゲームソフト
- 初音ミク Project DIVA Future Tone（PlayStation 4、2016年6月23日にセガゲームスより発売）
  - 初音ミク Project DIVA Future Tone DX（PlayStation 4、2017年11月22日にセガゲームスより発売）
  - 初音ミク Project DIVA MEGA39's（Nintendo Switch、2020年初頭にセガゲームスより発売予定）
- ボーダーブレイク（PlayStation 4、2018年8月2日にセガゲームスより発売）

## 他社との関係
- 同業大手他社との間には、以下のような関係がある。
  - バンダイナムコホールディングス
    - 旧・ナムコ（後のバンダイナムコエンターテインメント→バンダイナムコアミューズメント）時代には、『ギャラクシアン』などのライセンス生産を旧・ナムコの許諾の上で行い、バンプレストがバンダイ傘下に入る前は、バンプレスト開発の一部アーケードゲームタイトルをセガが販売していた。
    - セガ時代の2001年に旧・ナムコとアミューズメント事業において業務提携しており、物流事業の統合（現在の両社グループにおける物流事業はセガ・ロジスティクスサービスとロジパルエクスプレスがそれぞれ手掛けている）、アミューズメント機器向けのネットワーク基板「ALL.Net」の共同構築・推進、アーケードゲーム基板「Triforce」の共同開発、アミューズメント機器用のICカード（Aimeとバナパスポート）の共通利用化など様々な提携が行われている。
    - 一方で対戦格闘ゲーム（『バーチャファイターシリーズ』と『鉄拳シリーズ』の関係）やレースゲーム（『頭文字D ARCADE STAGE』と『湾岸ミッドナイト MAXIMUM TUNEシリーズ』の関係）などの分野の製品や店舗運営事業（現在の両社グループにおける店舗運営はセガ エンタテインメントとバンダイナムコアミューズメントがそれぞれ運営）において競合している。

  - コナミホールディングス
    - 1980年代前半までは、コナミ（後のコナミアミューズメント）が開発した一部アーケードゲームタイトル（『フロッガー』など）をセガが販売していた。
    - セガ・インタラクティブ設立後に発売された『チュウニズム』シリーズでコナミアミューズメントも協力している他、2社共同で行うアミューズメント向け電子マネーインフラ整備に関しては、交通系電子マネー、流通系電子マネー、コナミアミューズメントのアーケード向け電子マネーサービス「PASELI」による決済を1つの機器で対応する。このシステムは、端末にトッパン・フォームズの端末を使用し、回線自体もALL.Netやe-AMUSEMENTを活用することで、専用回線を不要としている他、PFUが開発するマルチ電子マネーチャージ機で交通系電子マネー・流通系電子マネー・PASELIを1つの機器でチャージすることを可能としている[33]。2016年秋から一部のアミューズメント施設への試験導入を経て、2017年4月17日より全国展開を開始した[15][34]。端末の取扱並びに加盟店開拓業務代行はコナミアミューズメントがそれぞれ行う[35]。

  - スクウェア・エニックス・ホールディングス
    - 『スペースインベーダー』全盛の頃、サミーがタイトーから『スペースインベーダー』のライセンス許諾を受けて生産していた一方で、セガは『スペースアタック』などの『スペースインベーダー』のコピーゲームを生産していた。
    - タイトーが2005年に発表した『ダイノキングバトル』が、ゲームシステムがセガが先に開発していた『古代王者恐竜キング』に酷似していたことから、セガとタイトーとの間で一時期関係が悪化した。その後両社は和解し、両社のアーケード筐体はセガ エンタテインメントとタイトーに設置されているのはもちろんの事、ALL.Netはタイトーの一部店舗にも接続している他、NESiCAxLiveもセガ エンタテインメントの一部店舗にも接続されている。
    - セガ・バンダイナムコ・コナミが展開している「アミューズメント IC カード」に関しては、タイトーは当初は参加していなかったが、2019年2月に「アミューズメント IC カード」のNESiCAが発売が開始された[36]、3月稼動開始の『ストリートファイターV タイプアーケード』がNESiCAxLiveにおける「アミューズメント IC カード」対応タイトル第一作となる[37][38][39]。

  - 他社製品の使用
    - ほとんどのタイトルが自社開発の筐体や基板を使用しているが、他社製筐体や基板を採用したタイトルがある。
    - 2017年2月28日に稼働を開始した『ピンポン ザウルスハンター』の筐体は中国の広州市雄翔動漫科技有限公司製（中国仕様を日本仕様にローカライズしだタイトル）を使用している。
    - サミーは経営統合前はタイトーのイーグレットIII筐体を使用していた関係で経営統合後もイーグレットIIIを継続使用していた。
    - アトラス（旧社）が開発したクルカステーション（システム基板はTaito Type Xを採用）は、インデックス（後のアトラス〈新社〉）からの事業移管後も2015年9月まで稼働させていた。クルカステーションの修理サポートは2017年3月31日を以って終了した[40]。トリプルキャッチャーのサポートもすでに終了しているため、2017年4月1日以降はアトラス（旧社）が開発した筐体のサポートは一切受けられなくなった。

## 最近の動向
- セガ・インタラクティブは設立と同時にアーケードゲームの開発体制の見直しに着手し、その一環として、『maimai』シリーズと『Wonderland Wars』の開発がセガ・インタラクティブ第一研究開発本部からセガ・インタラクティブ第三研究開発部へ移管された。
- 2016年4月16日に発生した熊本地震を受け、セガ・インタラクティブはALL.Net対応タイトルの内、『チュウニズム プラス』・『ネイルプリ』・『Wonderland Wars』・『戦国大戦 1477-1615 日ノ本 一統への軍記』の4タイトルの同年4月22日から4月24日までの店舗総売り上げ（セガサミーグループ内外問わず）の5%を、特定非営利活動法人アジアパシフィックアライアンス・ジャパンを通じて寄付することを発表した他、『StarHorse3 SeasonIV DREAM ON THE TURF』でも、熊本県内の店舗でプレイしていたユーザーの内、営業再開の目途が立たない店舗でプレイしていたユーザーを対象に、厩舎データの有効期限を90日間延長する対応を取った[41]。
- 2017年以降は、部品調達難を理由に、初回稼働から7年以上経過したアーケードゲーム筐体並びにタイトル（初回稼働から7年以内にネットワークサービスが終了した一部タイトルも含む）、ATOMISWAVEの全タイトル、プリント倶楽部の全製品、UFOキャッチャーの一部製品などの修理サポートを順次終了させている（同業のバンダイナムコアミューズメントは、バンダイナムコエンターテインメント時代の2015年7月より同様の処置を取っている）。但し、初回稼働から7年以上経過した筐体を使用しているタイトルであっても、ネットワークサービスが継続されているタイトルの修理サポートは継続するが、部品メーカーの事業撤退などにより部品が調達困難になった場合は、稼働年数に関係なく、修理サポートを終了させるタイトルもある[40][42][43]。
- 2018年6月28日より配信されているスマートフォンアプリ「アビス・ホライズン」の配信停止を求め、MorningTec Japanを提訴したが、MorningTec Japanが運営権を開発会社が香港に設立した関連会社に委譲したことで一旦終結した。しかし、和解を提示で食い違いが起きている。